# Piotr Szulkin

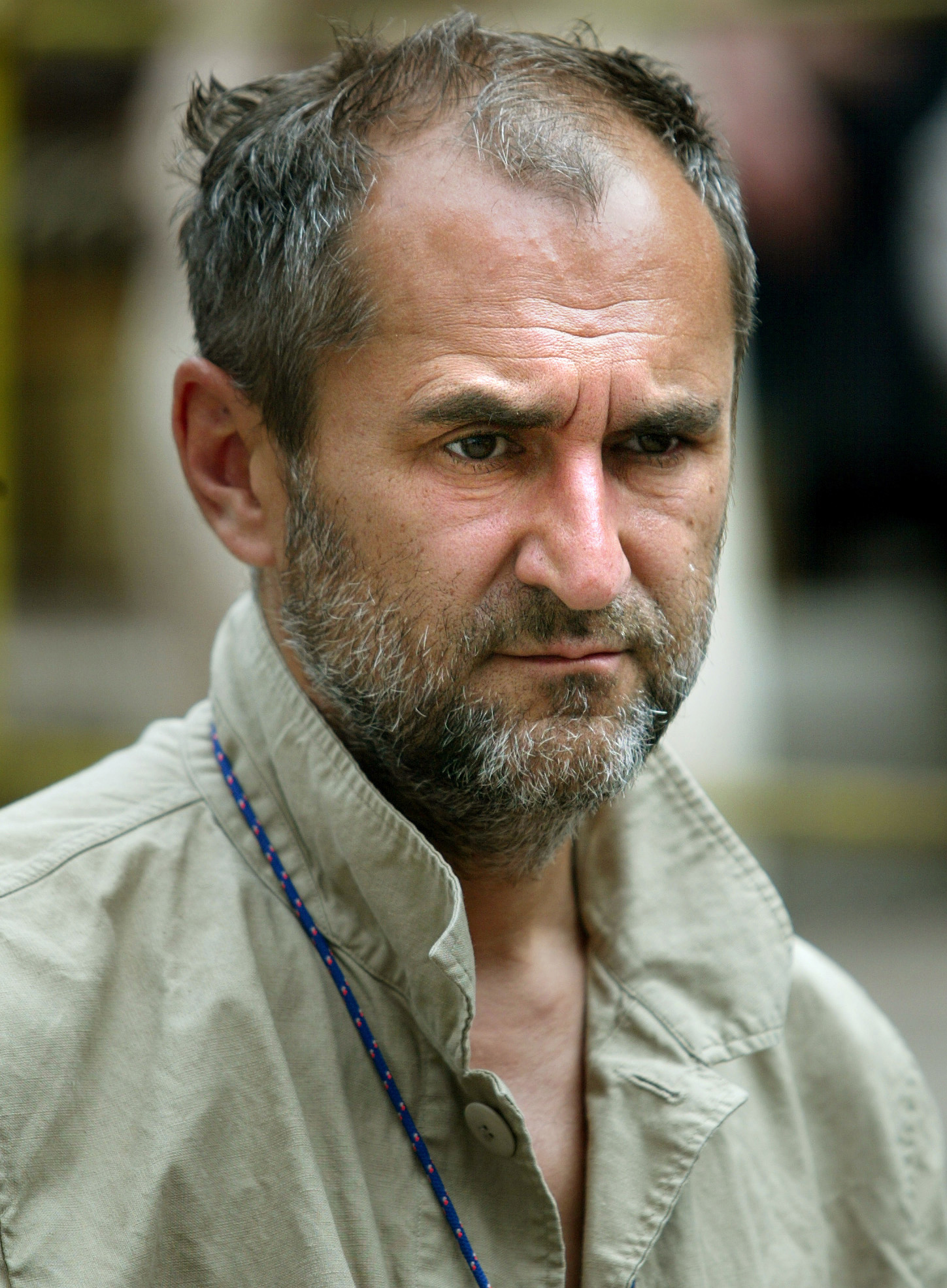
Piotr Szulkin (2003)

Piotr Szulkin (* 26. April 1950 in Danzig; † 3. August 2018) war ein polnischer Filmregisseur, Drehbuchautor und Filmproduzent. Er arbeitete als Professor an der renommierten Filmhochschule Łódź. Für seine Filme bekam er mehrere polnische und internationale Auszeichnungen, unter anderem den Polnischen Filmpreis 1980 für die beste Regie und die Auszeichnung zum besten Regisseur bei der Fantasporto 1981.

## Filmografie

### Regisseur
- 1975: Dziewce z ciortom
- 1977: Oczy uroczne
- 1978: Kobiety pracujące
- 1979: Golem
- 1981: Krieg der Welten – Das nächste Jahrhundert (Wojna światów – Następne stulecie)
- 1984: O-Bi, O-Ba – Das Ende der Zivilisation (O-Bi, O-Ba. Koniec cywilizacji)
- 1985: Ga-ga: Glory to the Heroes (Ga, Ga. Chwała bohaterom)
- 1990: Femina
- 1993: Mięso
- 2003: Ubu Król

### Drehbuchautor
- 1972: Raz, dwa, trzy
- 1972: Wszystko
- 1974: Przed kamerą SBB
- 1975: Zespół SBB
- 1975: Narodziny
- 1976: Życie codzienne
- 1977: Oczy uroczne
- 1979: Golem
- 1981: Wojna światów – Następne stulecie
- 1984: O-Bi, O-Ba. Koniec cywilizacji
- 1985: Ga, Ga. Chwała bohaterom
- 1993: Mięso
- 2003: Ubu Król

### Schauspieler
- 1978: Hospital der Verklärung (Szpital przemienienia)
- 1986: Képvadászok
- 1989: Lawa jako Diabeł I
- 1992: Coupable d'innocence
- 2003: Kołysanka